# Нижнесикиязовский сельсовет
Нижнесикиязовский сельсовет — муниципальное образование (сельское поселение) в Балтачевском районе Башкортостана.

## Население
| 2002  | 2009  | 2010  | 2012  | 2013  | 2014  | 2015  |
| ----- | ----- | ----- | ----- | ----- | ----- | ----- |
| 1510  | ↘1505 | ↘1245 | ↘1218 | ↘1209 | ↘1169 | ↘1145 |
| 2016  | 2017  |       |       |       |       |       |
| ↘1110 | ↘1087 |       |       |       |       |       |

## Состав сельского поселения
| № | Населённый пункт   | Тип населённого пункта       | Население |
| - | ------------------ | ---------------------------- | --------- |
| 1 | Нижнесикиязово     | село, административный центр | ↘459      |
| 2 | Тутагачево         | деревня                      | ↘308      |
| 3 | Магашлы-Алмантаево | деревня                      | ↘248      |
| 4 | Ташлы-Елга         | деревня                      | ↘105      |
| 5 | Урта-Елга          | деревня                      | ↘46       |
| 6 | Новоякшеево        | деревня                      | ↗40       |
| 7 | Гарейка            | деревня                      | ↘39       |
| 8 | Ягафаровка         | деревня                      | ↘0        |